# Helstroff
Helstroff là một xã trong vùng Grand Est, thuộc tỉnh Moselle, quận Boulay-Moselle, tổng Boulay-Moselle. Tọa độ địa lý của xã là 49° 09' vĩ độ bắc, 06° 28' kinh độ đông. Helstroff nằm trên độ cao trung bình là 325 mét trên mực nước biển, có điểm thấp nhất là 215 mét và điểm cao nhất là 359 mét. Xã có diện tích 7,91 km², dân số vào thời điểm 2005 là 405 người; mật độ dân số là 51 người/km². Xã cách Metz khoảng 23 km về phía đông, thuộc Pháp từ năm 1769.

## Thông tin nhân khẩu
| 1962 | 1968 | 1975 | 1982 | 1990 | 1999 |
| ---- | ---- | ---- | ---- | ---- | ---- |
| 257  | 272  | 276  | 289  | 316  | 348  |